# Glipa acutimaculata
Glipa acutimaculata es una especie de coleóptero de la familia Mordellidae.

## Distribución geográfica
Habita en Malasia, Sarawak y Matang.